# Into the Mystic
"Into the Mystic" is een nummer van de Noord-Ierse singer-songwriter Van Morrison. Het nummer verscheen als de vijfde track op zijn derde studioalbum Moondance uit 1970.

## Achtergrond
"Into the Mystic" is geschreven door Morrison zelf en geproduceerd door Morrison en Lewis Merenstein. De tekst gaat over een spirituele zoektocht, iets wat vaak terugkomt in het werk van Morrison. Over het nummer en het gebruik van homofonen vertelde Morrison: ""Into the Mystic" is een nummer zoals "Madame George" en "Brown Eyed Girl". Oorspronkelijk schreef ik het als "Into the Misty". Maar later bedacht ik me dat het een soort etherisch gevoel had, dus noemde ik het "Into the Mystic". Dat nummer is nogal grappig omdat toen het tijd was om de teksten naar WB Music te sturen, ik niet kon bedenken wat ik hen zou sturen. Omdat het echt twee verschillende teksten heeft. Bijvoorbeeld was er 'I was born before the wind' en 'I was borne before the wind', en ook 'Also younger than the son, Ere the bonny boat was one' en 'All so younger than the son, Ere the bonny boat was won'... Ik denk dat het gewoon gaat over onderdeel zijn van het universum."
"Into the Mystic" werd nooit uitgebracht op single, maar groeide desondanks uit tot een van de populairste nummers van Morrison. Zo zette het tijdschrift Rolling Stone het nummer op plaats 474 in hun lijst The 500 Greatest Songs of All Time en staat het sinds 2016 in de Nederlandse Radio 2 Top 2000. Verder verscheen het vaak op livealbums van Morrison en werd het gebruikt in diverse media, waaronder de films Patch Adams en American Wedding en de televisieserie The Newsroom. Daarnaast is het gecoverd door diverse artiesten, waaronder The Allman Brothers Band, Paul Carrack, Joe Cocker, Marc Cohn, Glen Hansard met Markéta Irglová (als The Swell Season), Jason Isbell, Colin James, Ben E. King, Michael McDonald, Esther Phillips, Johnny Rivers en The Wallflowers.

## NPO Radio 2 Top 2000
| Nummer met noteringen in de NPO Radio 2 Top 2000 | '16  | '17  | '18  | '19  | '20  | '21  | '22  | '23  | '24  |
| ------------------------------------------------ | ---- | ---- | ---- | ---- | ---- | ---- | ---- | ---- | ---- |
| Into the Mystic                                  | 1725 | 1640 | 1792 | 1704 | 1732 | 1733 | 1858 | 1841 | 1803 |

1. ↑  Een vetgedrukt getal geeft de hoogste notering aan.
2. ↑  2016 was het eerste jaar met een notering voor dit nummer.